# Liteni, Cluj
Liteni (în trecut Lita Ungurească; în maghiară Magyarléta) este un sat în comuna Săvădisla din județul Cluj, Transilvania, România.
Pe Harta Iosefină a Transilvaniei din 1769-1773 (Sectio 094), localitatea apare sub numele de „M. (Magyar) Léta”. 
Cetatea Liteni a fost construită la 3 km sud-vest de Liteni, pe o stâncă deasupra Văii Iara. 

## Istoric
Următoarele obiective istorice din Liteni au fost înscrise pe lista monumentelor istorice din județul Cluj elaborată de Ministerul Culturii și Patrimoniului Național din România în anul 2010:
- Situl arheologic, punct "Piatra Mare” (cod CJ-I-s-A-07089)
- Așezare fortificată, punct "Piatra Mare”, datare: Latène (cod CJ-I-m-A-07089.01)
- Așezare fortificată, punct "Piatra Mare”, datare: epoca bronzului (cod CJ-I-m-A-07089.02)
- Castellum, punct “Cetate”, datare: epoca romană, sec.II-III d.C. (cod CJ-I-m-A-07090.02)
- Situl arheologic, punct "Cetate", datare: epoca romană și medievală (cod CJ-I-s-A-07090)
- Cetate medievală (Cetatea Liteni), punct “Cetate”, datare: epoca medievală, sec.XI-XVII (cod CJ-I-m-A-07090.01)

## Obiective turistice
- Cetatea Liteni

## Galerie de imagini

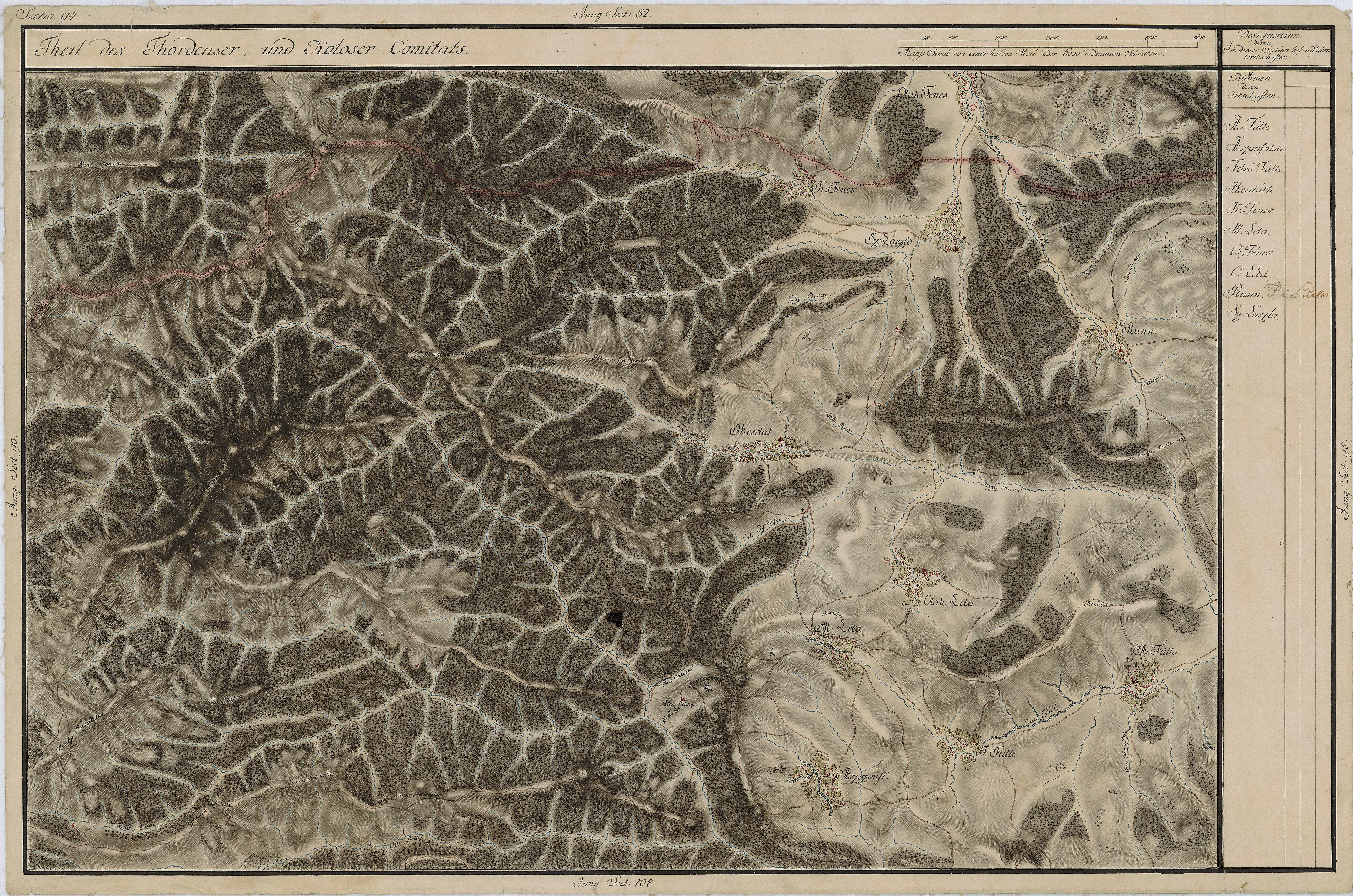
Liteni pe Harta Iosefină a Transilvaniei, 1769-1773 (Sectio 094)
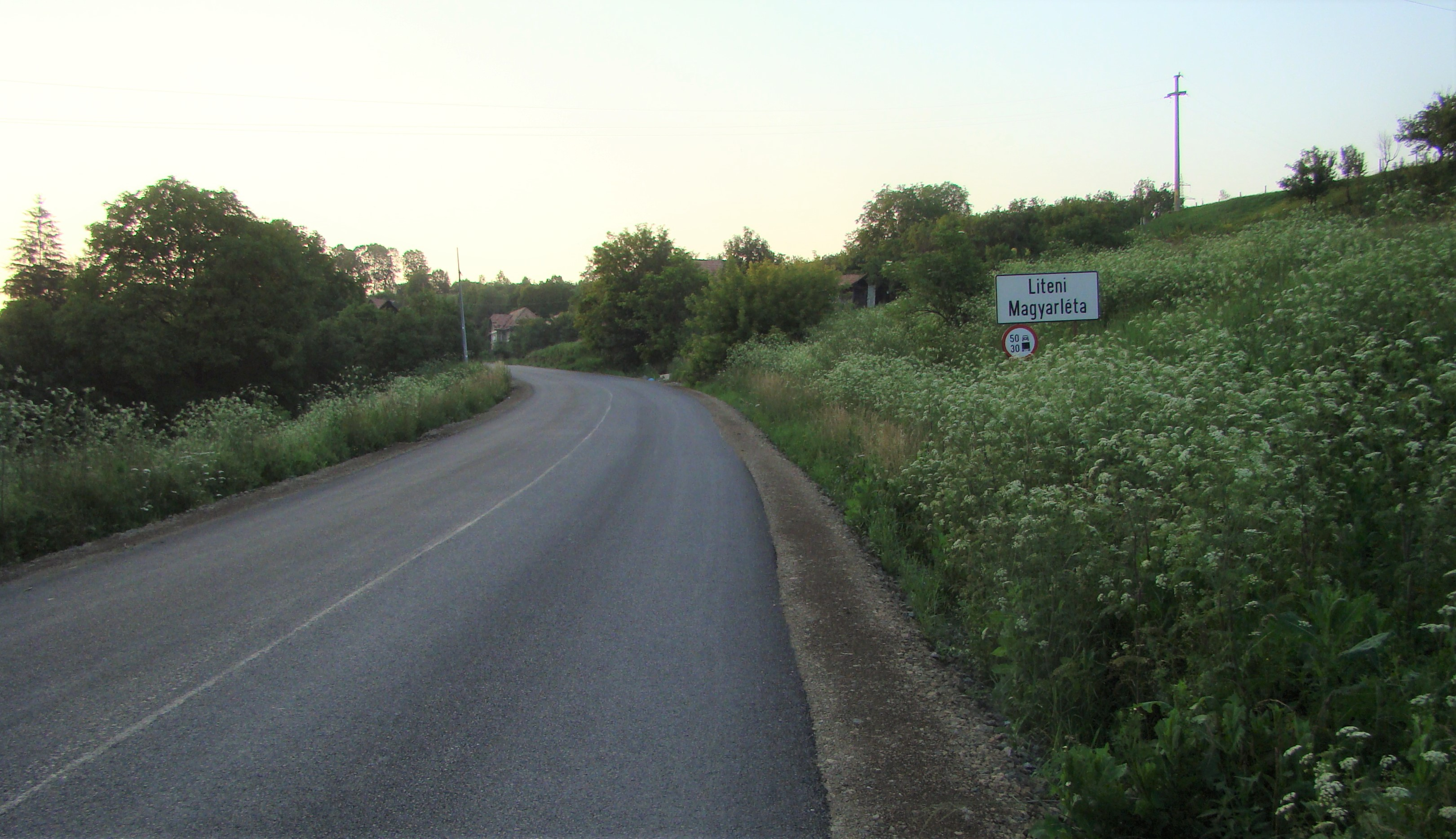
Intrarea în localitate
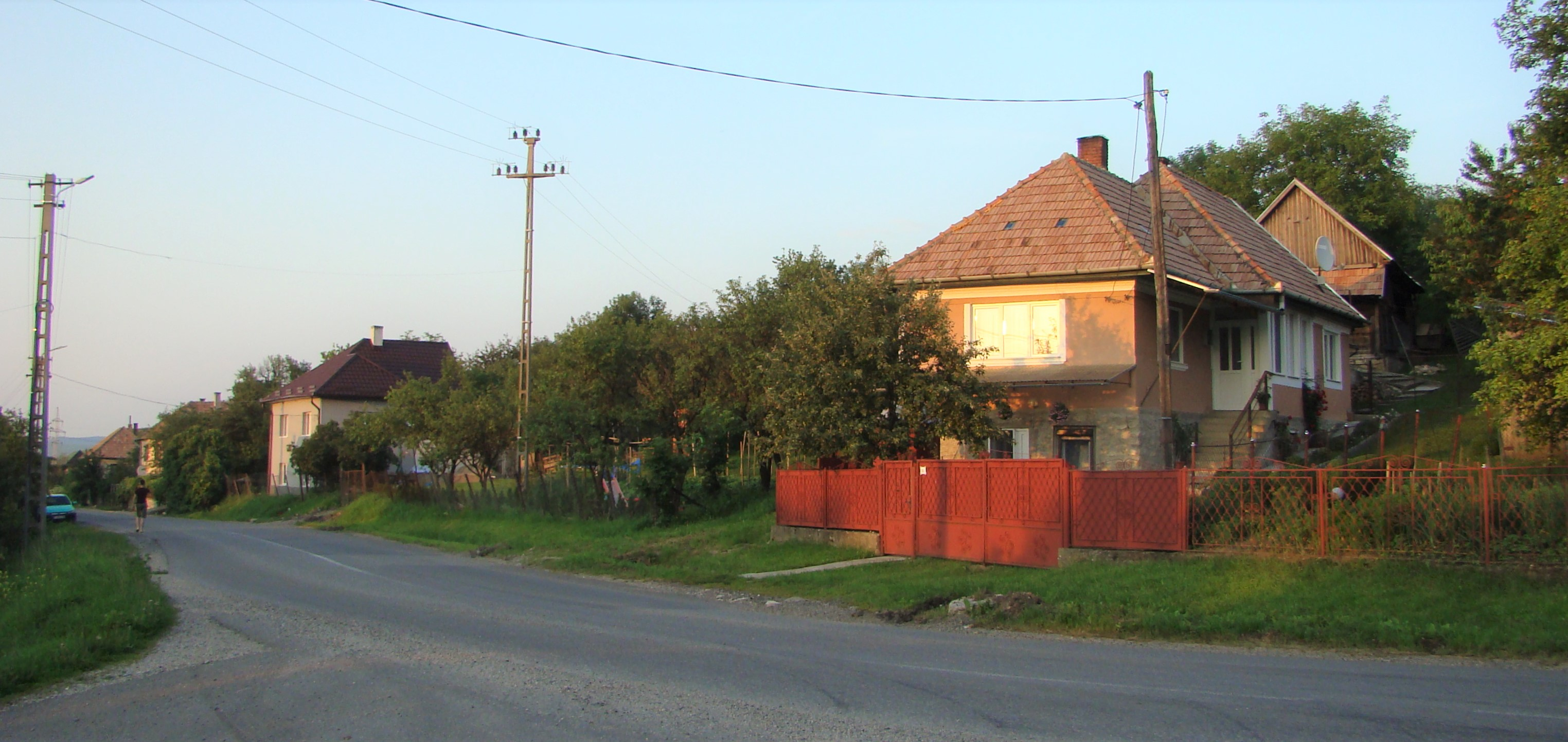
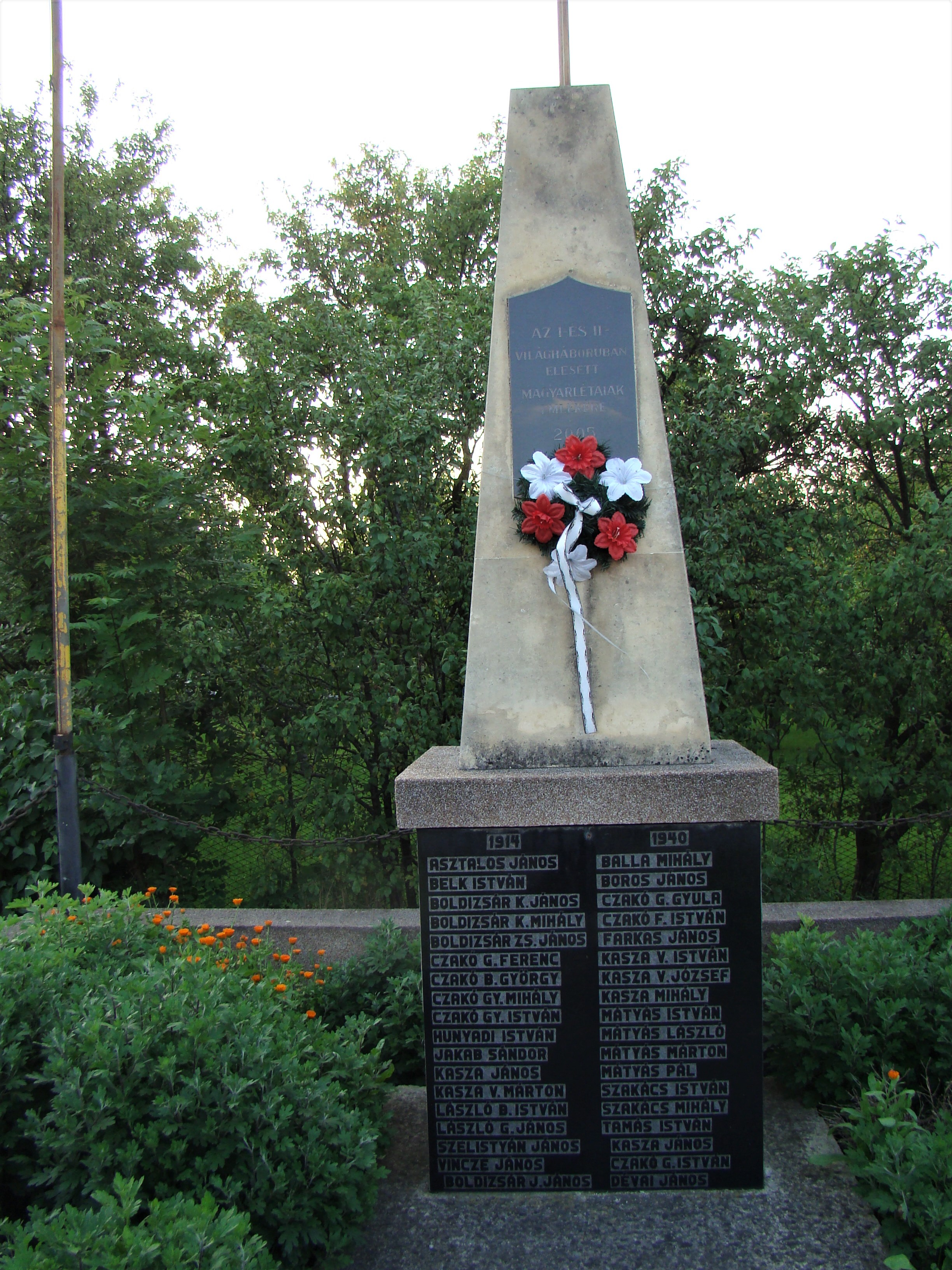
Monumentul eroilor
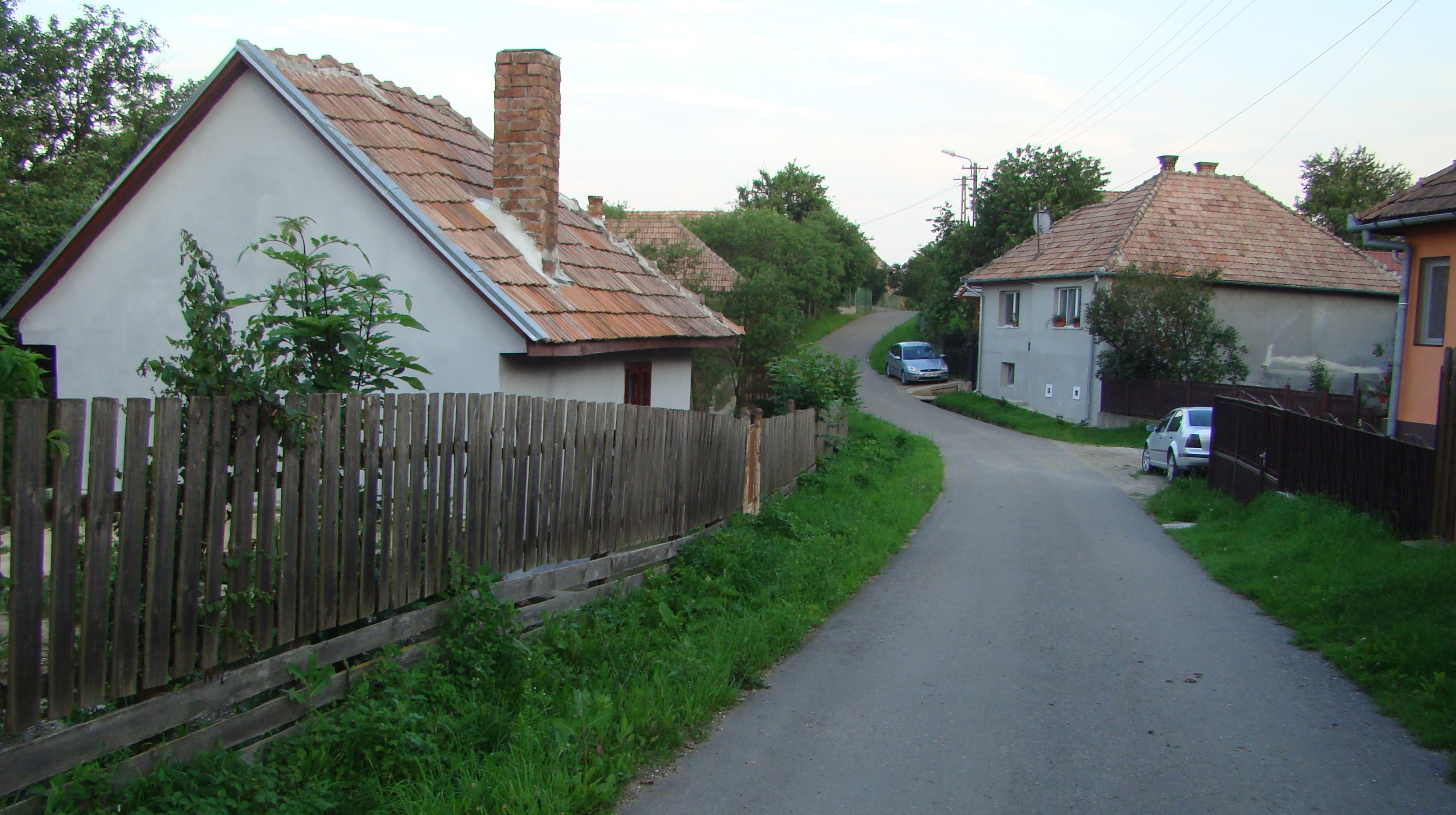
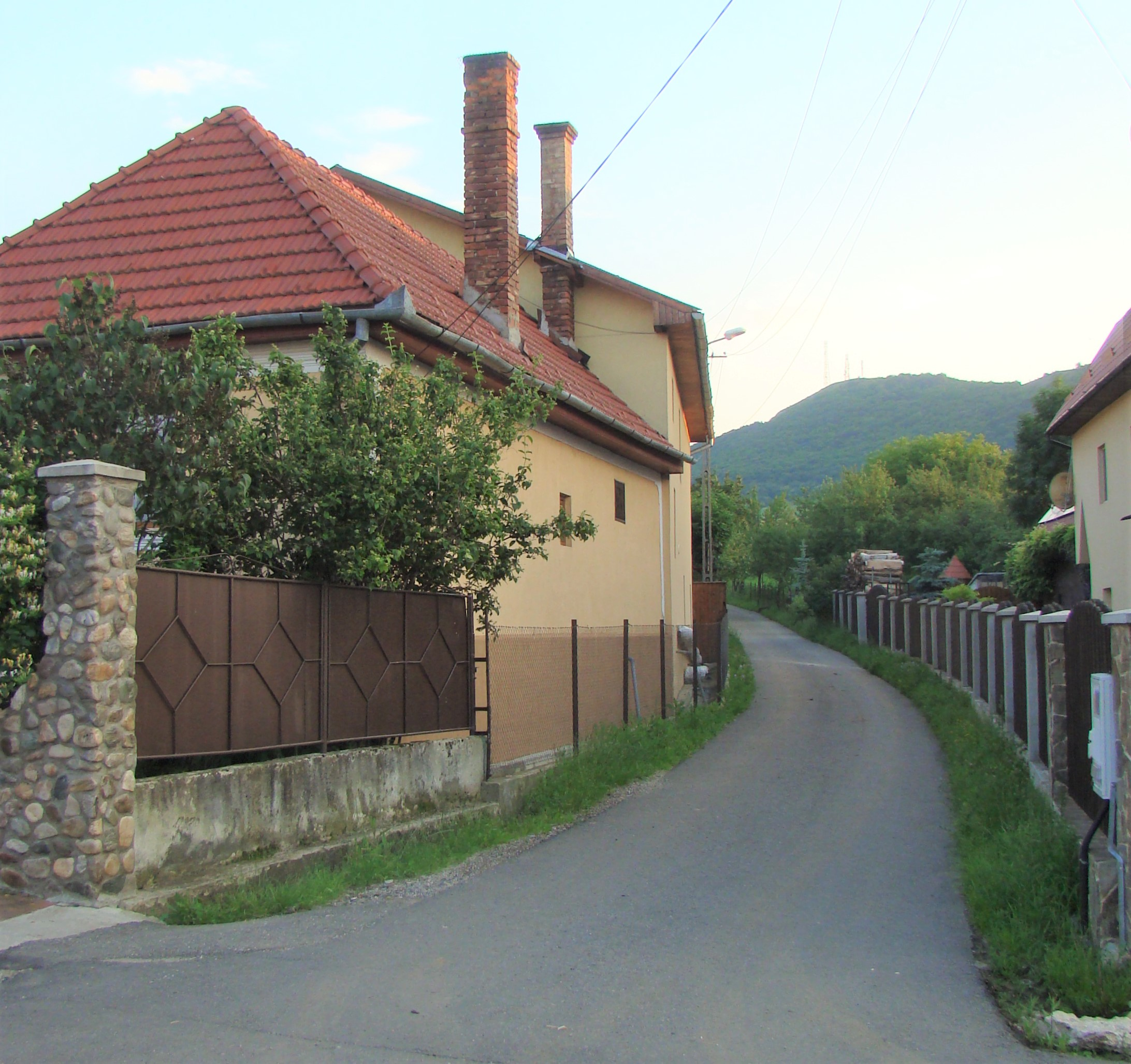
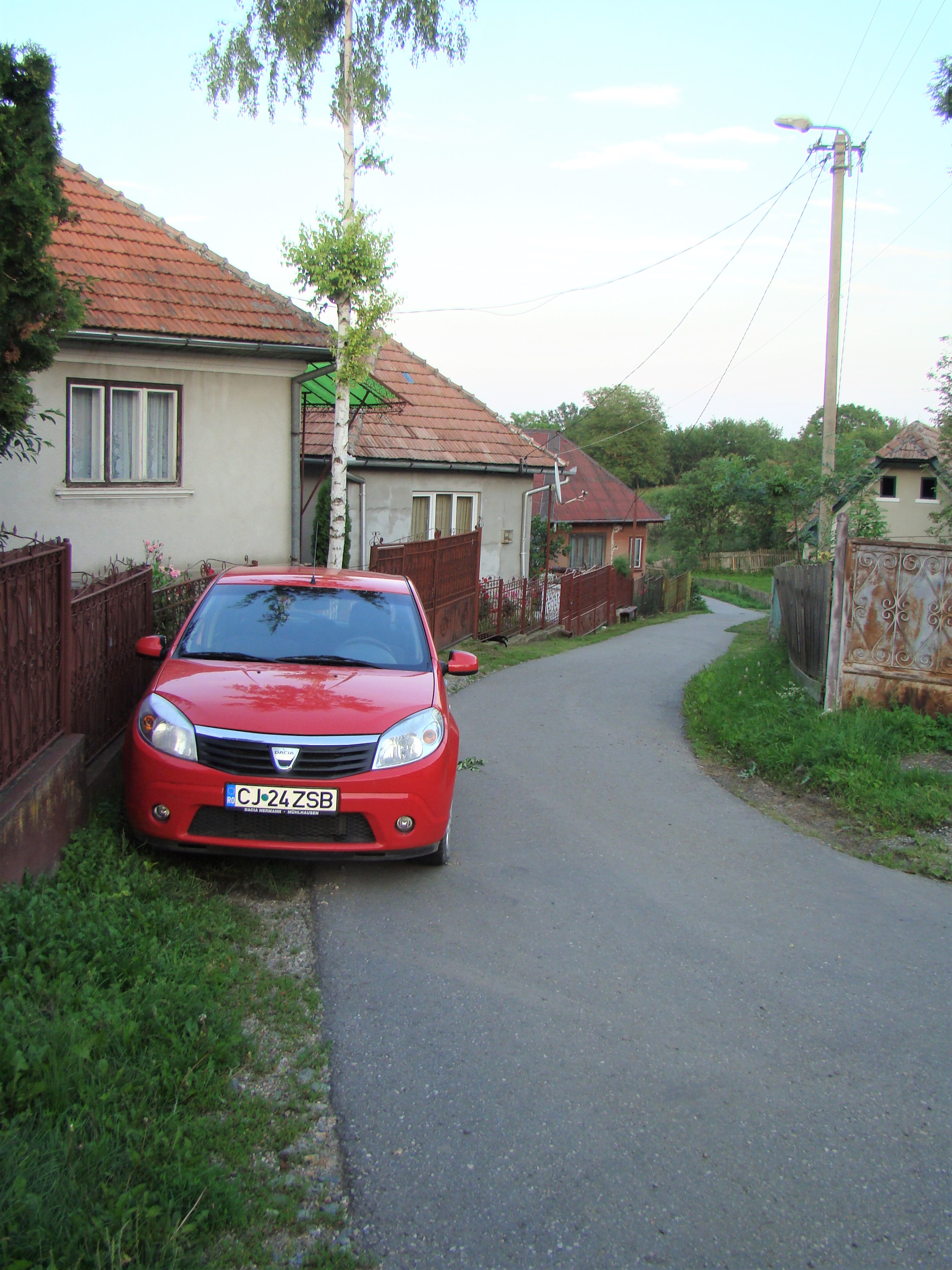
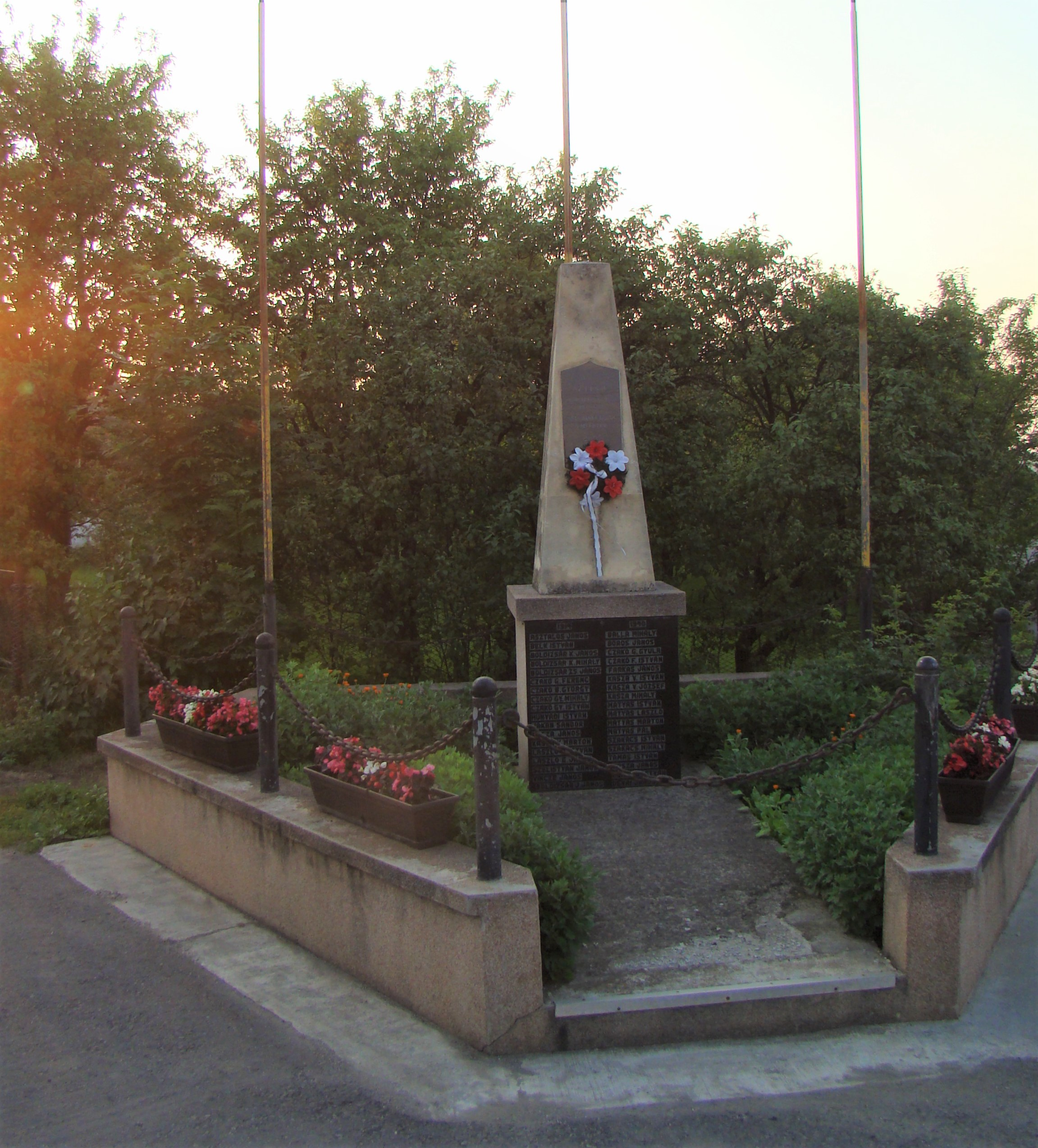
Monumentul eroilor
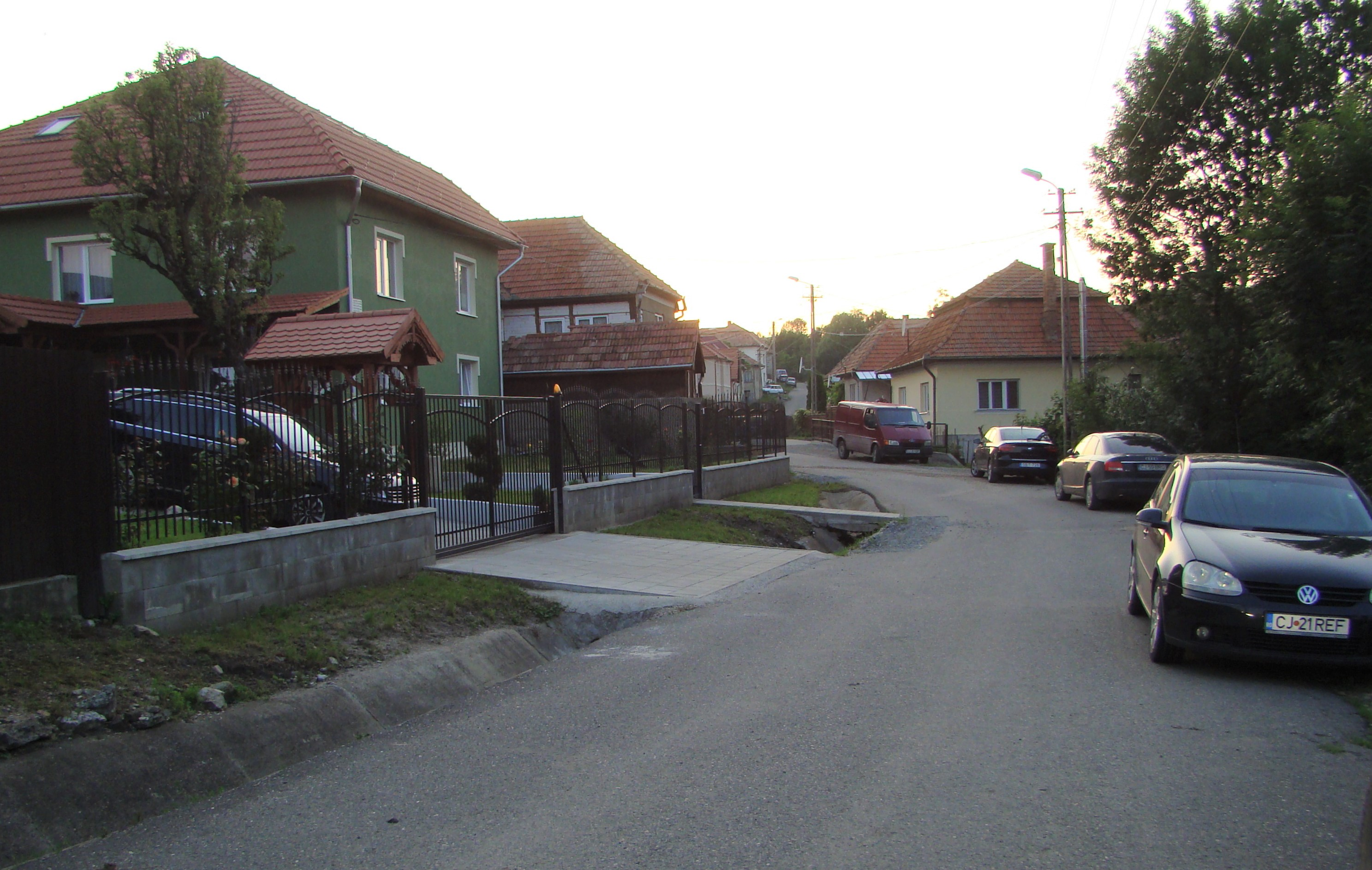
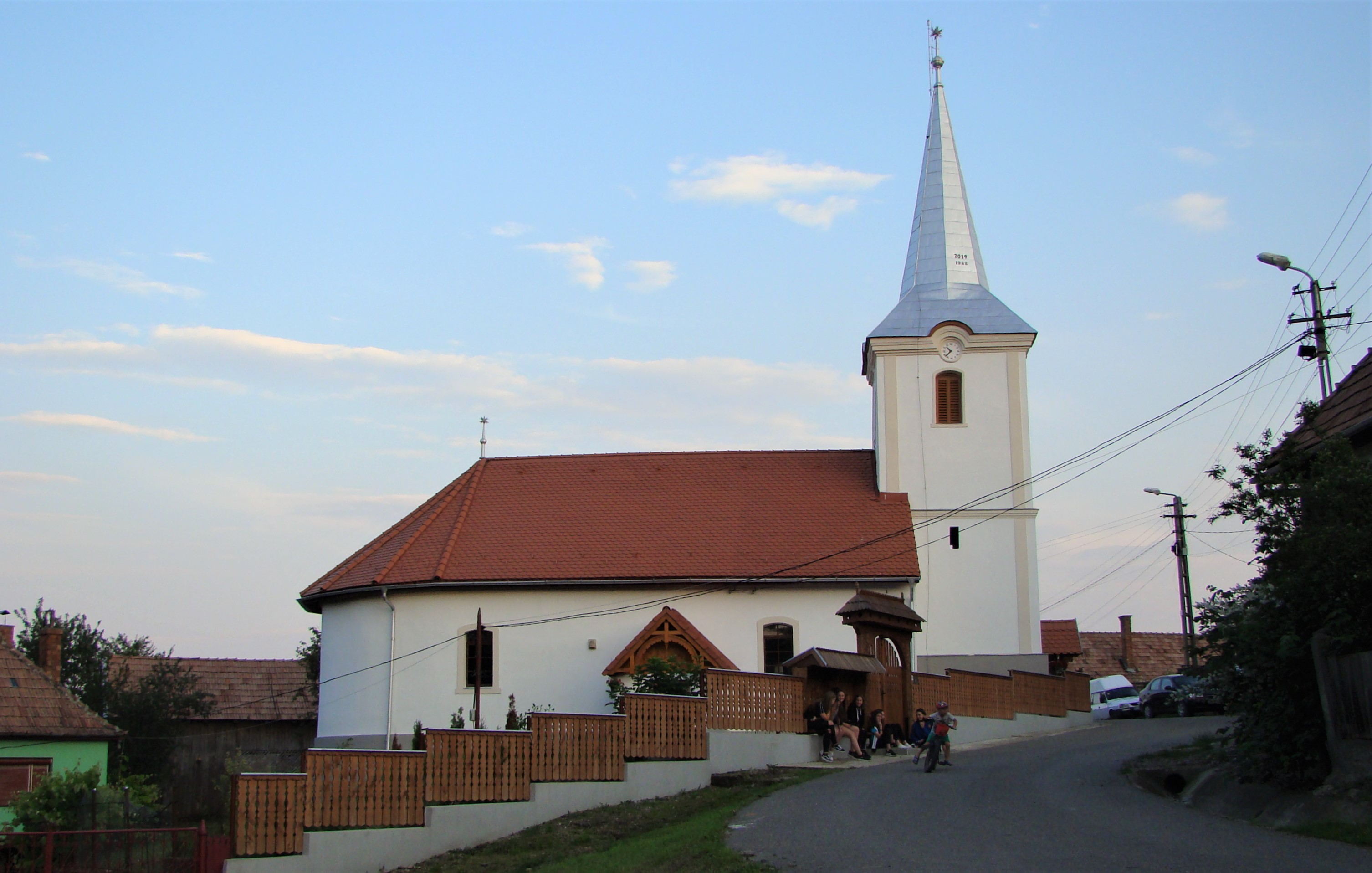
Biserica reformată
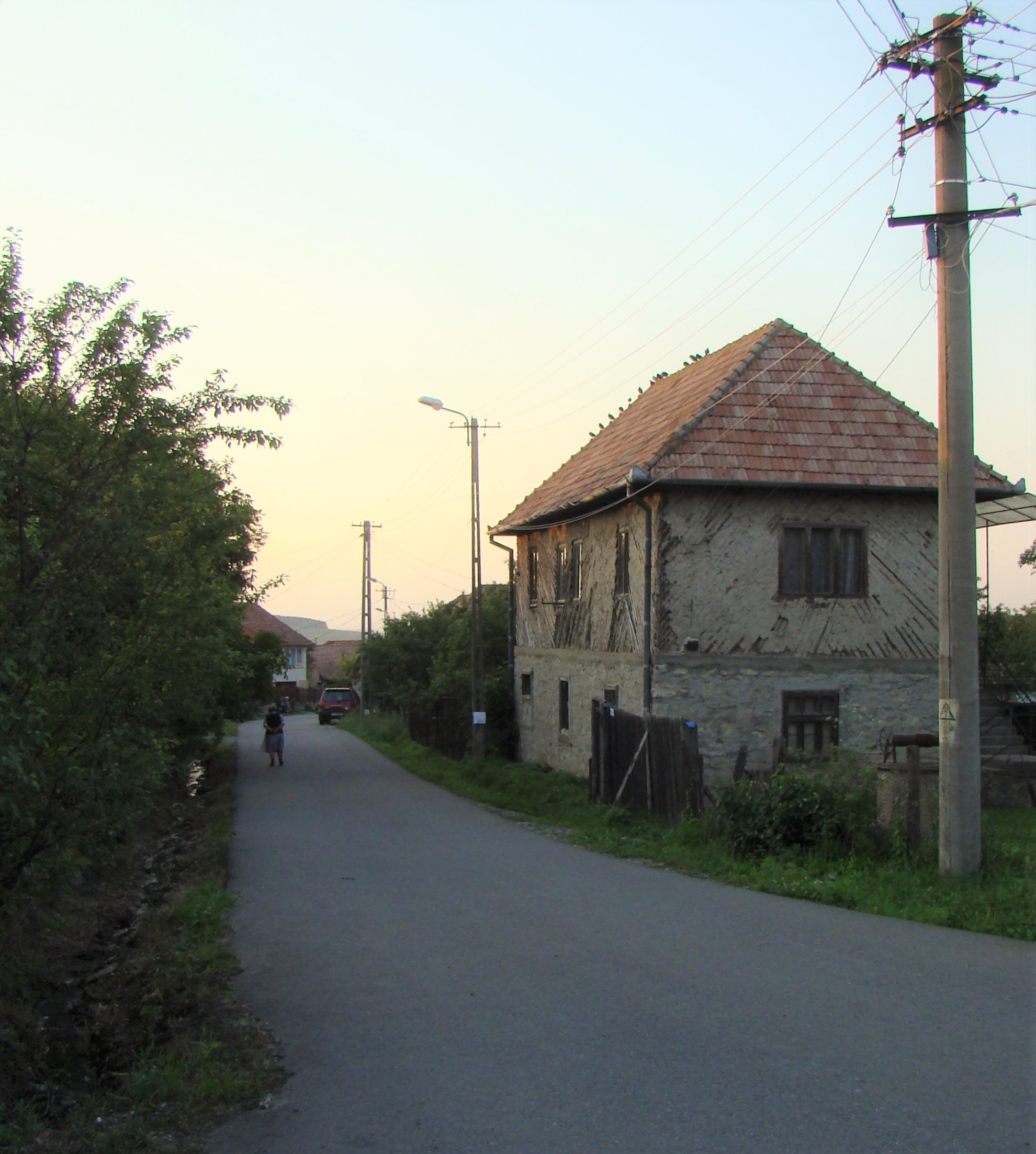
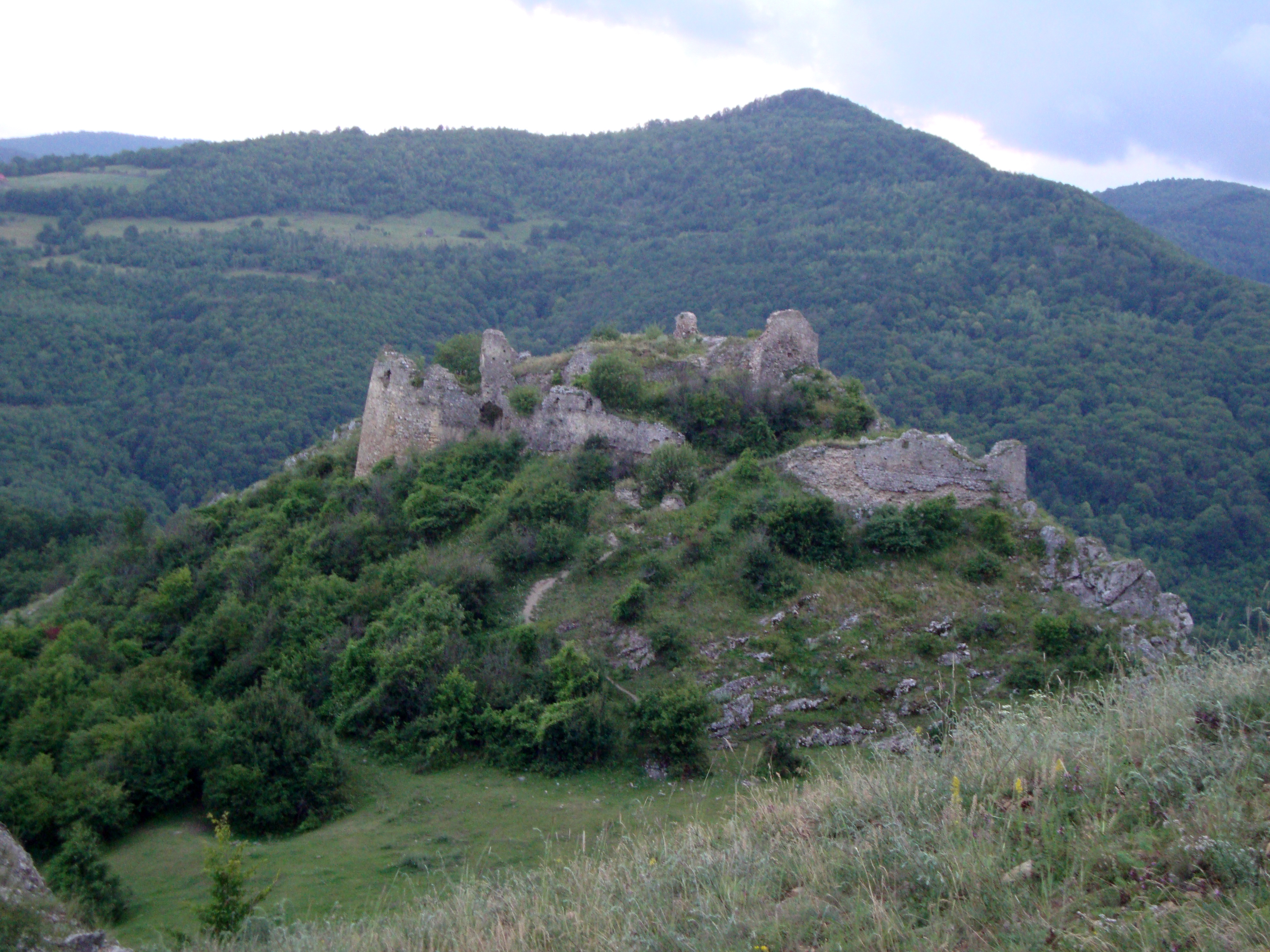
Cetatea Liteni